# Pravna mreža za varstvo demokracije
Pravna mreža za varsvo demokracije je iniciativa, v katero so se povezali nevladne organizacije in nekateri odvetniki, ki nudi pravno podporo posameznikom ter organizacijam, ki se zaradi nenasilnega javnega delovanja znajdejo v pravnih postopkih. Njene nosilne organizacije so Pravni center za varstvo človekovih pravic in okolja (PIC),  Amnesty International Slovenija (AI), Danes je nov dan (DJND) in Zavod za kulturo raznolikosti Open (Open).

## Zgodovina
Povezava je nastala 21. januarja 2021 z namenom popraviti krivice zaradi »grobe zlorabe prava«, ki se je dogajala v času pandemije koronavirusa.

## Nagrade
Organizacija je prejela nagrado Evropskega parlamenta državljan Evrope za leto 2022.